# Adrian P. Deseanu
Adrian P. Deseanu (n. 29 august 1869, Arad – d. 31 ianuarie 1928, Cluj-Napoca) a fost un delegat în Marea Adunare Națională de la Alba Iulia, organismul legislativ reprezentativ al „tuturor românilor din Transilvania, Banat și Țara Ungurească”, cel care a adoptat hotărârea privind Unirea Transilvaniei cu România, la 1 decembrie 1918.:p. 117-119

## Biografie
Adrian P. Deseanu a fost fiul lui Ioan Popoviciu Deseanu, avocat, deputat în Dieta maghiară și jurisconsult al Eparhiei Arad și al Herminei Rațiu, președintă a Reuniunii Femeilor Române din Arad.Mama sa a fost fiica protopopului Rațiu al Aradului și nepoata episcopului Gherasim Rațiu. Adrian P. Deseanu a făcut școala primară la Arad, iar clasele secundare le-a făcut tot în Arad, la Szarvas și Kesmark.A susținut examenul de bacalaureat tot la Arad.Ulterior, a urmat cursurile de teologie ale Facultății de Teologie din Cernăuți.A avut și o colaborare cu Alexandru Mocioni.Din cauza unui conflict cu autoritățile maghiare, a fost nevoit să plece din Bucovina și, din această cauză, nu a mai putut să-și susțină doctoratul.La Arad, ocupă postul de referent în senatul epitropesc.Ulterior, slujește ca paroh la Jaca.În 1908, a fost ales protopop de Vașcău.S-a implicat în renovarea bisericii din Vașcău.A decedat la 31 ianuarie 1928, la Clinica Chirurgicală din Cluj-Napoca, fiind înmormântat la Vașcău.:p. 117-119

## Activitatea politică

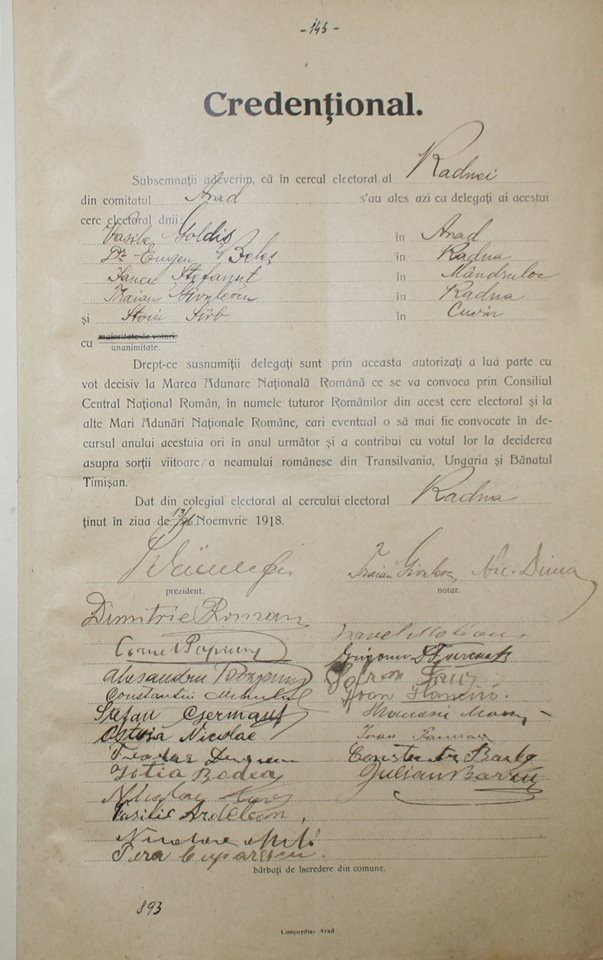
Credențional

A fost deputat în Parlamentul României.Ca deputat în Adunarea Națională din 1 decembrie 1918 a reprezentat, ca delegat de drept, Protopopiatul Vașcău.Dupa 1918, a fost președinte al consiliului național local  al plasei Vașcău, acesta funcționând sub conducerea Consiliului Național Român Central, până la 6 februarie 1919.:p. 118-119

## Activitate editorială
A fost redactor al ziarului „Dreptatea” din Timișoara.De asemenea, a colaborat la ziarul „Patria” din Cernăuți. La București, a colaborat la revista „Floare albastră” a lui Nicolae Iorga.:p. 118